# Honinbo Shusaku
Honinbo Shusaku (本因坊秀策 Honinbō Shūsaku, nome original, Kuwabara Torajirō 桑原虎次郎) (6 de junho de 1829 – 10 de agosto de 1862) foi um jogador profissional de Go, considerado por muitos como sendo o maior jogador da época dourada do Go em meados do século XIX, e por alguns como o melhor jogador de Go de todos os tempos.

## Biografia
Ele foi apelidado de "Invencível" depois de conseguir um placar perfeito de 19 vitórias consecutivas nos jogos anuais do castelo ("Castle Games"). Alguns dizem que ele não era mais forte que seu mestre, Honinbo Shuwa, o qual, por convenção, não participava dos jogos no castelo. Além disso, por puro respeito, Shusaku recusou jogar com as brancas (que no Go, ao contrário de no Xadrez, começam em segundo lugar) contra seu próprio mestre, assim não se tem certeza da diferença de forças entre eles. Shusaku, por exemplo, conseguiu um resultado positivo contra Ota Yuzo mas, ainda assim, o considerou um oponente difícil, enquanto Shuwa o derrotou facilmente.
Somente duas pessoas possuem o título de Kisei (Santo do Go, literalmente), e Shusaku é um deles. O outro é Honinbo Dosaku (1645–1702). Quando foi criado, esse título pertenceu a Honinbo Jowa, mas foi revogado devido às suas manobras políticas. Mesmo nos dias atuais Shusaku ainda é considerado um dos melhores jogadores de Go que já existiram.

## No Princípio
Filho de um mercador, Kuwahara Wazo, nasceu na ilha de Innoshima, próximo da cidade de Onomichi, capital de Hiroshima, Japão. Lord Asano, o senhor feudal da região, se tornou seu patrão depois de uma partida contra ele, e o aceitou como estudante do treinador pessoal do Lord Asano, o padre Hoshin, jogador de nível profissional.
Em 1837, com 8 anos de idade, Shusaku já havia alcançado um nível próximo ao de um profissional. Ele deixou sua casa para se juntar à Escola Honinbo (o instituto mais importante do ramo do Go no Japão naquela época, tendo produzido Kisei Dosaku e muitos Meijin) oficialmente como aluno de Honinbo Jowa, mas seus estudos seriam principalmente ministrados por alunos seniores. Em janeiro de 1840, Shusaku recebeu seu diploma de Shodan (primeiro-dan profissional).

## Ascensão Meteórica
| \| \| \| \| \| \| \| \| \| \| \| \| \| \| \| \| \| \| \| \| \| \| \| \| \| \| \| \| \| \| \| \| \| \| \| \| \| \| \| \| \| \| \| \| \| \| \| \| \| \| \| \| \| \| \| \| \| \| \| \| \| \| \| \| \| \| \| \| \| \| \| \| \| \| \| \| \| \| \| \| \| \| \| \| \| \| \| \| \| \| \| \| \| \| \| \| \| \| \| \| \| \| \| \| \| \| \| \| \| \| \| \| \| \| \| \| \| \| \| \| \| \| \| \| \| \| \| \| \| \| \| \| \| \| \| \| \| \| \| \| \| \| \| \| \| \| \| \| \| \| \| \| \| \| \| \| \| \| \| \| \| \| \| \| \| \| \| \| \| \| \| \| \| \| \| \| \| \| \| \| \| \| \| \| \| \| \| \| \| \| \| \| \| \| \| \| \| \| \| \| \| \| \| \| \| \| \| \| \| \| \| \| \| \| \| \| \| \| \| \| \| \| \| \| \| \| \| \| \| \| \| \| \| \| \| \| \| \| \| \| \| \| \| \| \| \| \| \| \| \| \| \| \| \| \| \| \| \| \| \| \| \| \| \| \| \| \| \| \| \| \| \| \| \| \| \| \| \| \| \| \| \| \| \| \| \| \| \| \| \| \| \| \| \| \| \| \| \| \| \| \| \| \| \| \| \| \| \| \| \| \| \| \| \| \| \| \| \| \| \| \| \| \| \| \| \| \| \| \| \| \| \| \| \| \| \| \| \| \| \| \| \| \| \| \| \| \| \| \| \| \| \| \| \| \| \| \| \| \| \| \| \| \| \| \| \| \| \| \| \| \| \| \| \| \| \| \| \| \| \| |  |  |  |  |  |  |  |  |  |  |  |  |  |  |  |  |  |  |
| A jogada da "orelha vermelha" |  |  |  |  |  |  |  |  |  |  |  |  |  |  |  |  |  |  |
| |  |  |  |  |  |  |  |  |  |  |  |  |  |  |  |  |  |  |
| |  |  |  |  |  |  |  |  |  |  |  |  |  |  |  |  |  |  |
| |  |  |  |  |  |  |  |  |  |  |  |  |  |  |  |  |  |  |
| |  |  |  |  |  |  |  |  |  |  |  |  |  |  |  |  |  |  |
| |  |  |  |  |  |  |  |  |  |  |  |  |  |  |  |  |  |  |
| |  |  |  |  |  |  |  |  |  |  |  |  |  |  |  |  |  |  |
| |  |  |  |  |  |  |  |  |  |  |  |  |  |  |  |  |  |  |
| |  |  |  |  |  |  |  |  |  |  |  |  |  |  |  |  |  |  |
| |  |  |  |  |  |  |  |  |  |  |  |  |  |  |  |  |  |  |
| |  |  |  |  |  |  |  |  |  |  |  |  |  |  |  |  |  |  |
| |  |  |  |  |  |  |  |  |  |  |  |  |  |  |  |  |  |  |
| |  |  |  |  |  |  |  |  |  |  |  |  |  |  |  |  |  |  |
| |  |  |  |  |  |  |  |  |  |  |  |  |  |  |  |  |  |  |
| |  |  |  |  |  |  |  |  |  |  |  |  |  |  |  |  |  |  |
| |  |  |  |  |  |  |  |  |  |  |  |  |  |  |  |  |  |  |
| |  |  |  |  |  |  |  |  |  |  |  |  |  |  |  |  |  |  |
| |  |  |  |  |  |  |  |  |  |  |  |  |  |  |  |  |  |  |
| |  |  |  |  |  |  |  |  |  |  |  |  |  |  |  |  |  |  |
| |  |  |  |  |  |  |  |  |  |  |  |  |  |  |  |  |  |  |

Em 1840 Shusaku deixou Edo e retornou para casa por pouco mais de um ano. Nos anos seguintes, ele fez um constante progresso de nível, alcançando o 4 dan em 1844, depois do qual ele retornou para casa por um período prolongado. Em abril-maio de 1846, retornando a Edo, ele enfrentou Gennan Inseki, discutivelmente o jogador mais forte daquela época. Shusaku jogou com uma vantagem de 2 pedras, mas Gennan achou Shusaku forte demais e cancelou o jogo.
Uma nova partida foi iniciada com Shusaku apenas jogando com as negras, o "jogo das orelhas vermelhas". Gennan utilizou um joseki (movimentos padrão de início de jogo, normalmente feitos nos cantos) novo, e Shusaku respondeu erroneamente. Lutou com garra, mas ainda assim, até o meio do jogo todos que estavam assistindo a partida pensavam que Gennan estava vencendo, exceto um médico. Ele admitiu não ser habilidoso em Go, mas notou que as orelhas de Gennan se tornaram vermelhas depois de uma certa jogada de Shusaku, um sinal de que Gennan tinha sido surpreendido. No final, Shusaku venceu o jogo por 2 pontos. Esta é uma das partidas de Go mais famosas que já ocorreram, e a "jogada da orelha vermelha" talvez seja a mais famosa de todas as jogadas individuais da história deste jogo.
Retornando a Edo, Shusaku não somente foi promovido a 5 dan, mas também se tornou o herdeiro oficial de Honinbo Shuwa, e quem ia se tornar o líder da Escola Honinbo. Shusaku primeiramente negou, citando suas obrigações perante Lord Asano como o motivo. Após os acertos dessa situação, aceitou.
Como herdeiro oficial do líder da Escola Honinbo, Shusaku tinha uma posição eminente. Seu nível também aumentou, finalmente alcançando 7 dan, embora não se sabe exatamente quando – alguns acreditam que em 1849, enquanto outros dizem 1853. Depois de forçar seu rival e amigo Ota Yuzo a utilizar handicap, ele foi, de modo geral, aceite como o jogador mais forte, com exceção de Shuwa.

## Morte
Em 1862, uma epidemia varreu o Japão. Shusaku ajudou a cuidar dos pacientes na Escola Honinbo, e adoeceu também, vindo a falecer da doença em 10 de agosto daquele ano, com apenas 33 anos de idade.

## Legado
O nome de Shusaku está ligado ao fuseki Shusaku, um certo método de iniciar o jogo com as negras, que foi desenvolvido até a perfeição (mas não inventado) por ele, e foi a base do popular estilo de início de jogo até a década de 1930.
Em 6 de junho de 2014, no que teria sido o 185º aniversário de Shusaku, a Google o homenageou com um doodle na sua página inicial, mostrando Shusaku e um tabuleiro de Go com o fuseki (abertura) que este jogador popularizou.

## Sanjubango
Em 1853, um grupo de jogadores se reuniu em uma mansão em Edo. Os jogadores eram Yasui Sanchi, Ito Showa, Sakaguchi Sentoku, Hattori Seitetsu e Ota Yuzo. Eles estavam discutindo sobre Shusaku, até o ponto em que chegaram ao fato de que Shusaku foi o melhor jogador da época, mas Ota não concordou. Ele disse que estava no meio de uma série de jogos contra Shusaku e estavam empatados em 3 a 3. Akai Gorosaku, que era um famoso patrocinador de Go durante naquele tempo, ouviu isso e decidiu patrocinar um sanjubango entre Ota e Shusaku.
A série começou em 1853, quando Ota tinha 46 anos e era 7 dan, enquanto Shusaku tinha 24 anos e era 6 dan. As partidas eram disputadas uma vez por semana, mais rápido que um jubango comum. Ota Yuzo estava indo bem até o 11º jogo, quando Shusaku começou a reagir. Ota estava perdendo por 4 jogos na 17ª semana. O 21º jogo aconteceu em Julho, mas o 22º somente em outubro daquele ano, por uma razão até hoje desconhecida. A 22ª partida aconteceu na casa de Ota, o que a tornava diferente das outras partidas, normalmente jogadas em ambientes mais neutros. Ota perdeu mais uma vez e o ambiente de jogo foi trocado para um mais neutro, em seguida. O 23º jogo durou quase 24 horas seguidas e resultou em um empate. Isto salvou Ota de um constrangimento. Foi considerado um grande feito por parte dele, ter conseguido um empate jogando com as brancas, tanto que isso foi usado, somado às ausências de Shusaku por causa dos jogos no castelo, como desculpa para adiar o confronto.

## Na Ficção
No anime e mangá Hikaru no Go, o espírito de Shusaku (chamado no anime de Fujiwara no Sai), foi encontrado por um jogador de Go, ainda criança e, por causa das habilidades e talento incríveis de Sai, a criança permite que ele jogue várias das suas partidas. O mundo de profissionais de Go não consegue entender como é que uma criança possa jogar tão bem, pois não sabe que é o espírito que lhe diz como. Mais tarde, a própria criança se torna interessada no Go e começa a jogar por si, eventualmente conseguindo tornar-se profissional de Go.